# Gladys Bronwyn Stern
Gladys Bronwyn Stern o GB Stern (Londres, 17 de  junio de 1890 – Wallingford, 28 de septiembre de 1973), Gladys nacida Bertha Stern, fue una escritora de novelas, cuentos, juegos, biografías y crítica literaria.

## Biografía
GB Stern nació el 17 de junio de 1890 en el norte Kensington, Londres, y fue segunda en edad de dos hermanas.
Escribió su primera novela a los veinte años de edad, y a partir de entonces continuó con una novela por año. Sus novelas Rakonitz, por ejemplo The Rakonitz Chronicles (1932), tuvieron como protagonistas a una cosmopolita familia judía, no practicante. Sus obras incluyen The Man Who Pays The Piper (1931), el que fue escenificado en el Orange Tree Theatre de Richmond (Londres), el año 2013.
Con Sheila Kaye-Smith  escribió los diálogos de Talking  y More Talk de Jane Austen. También redactó una biografía de Robert Louis Stevenson. Su última novela, Promise Not to Tel, se publicó en 1964. En 1966 su novela realizada en 1938 The Ugly Dachshund se representó en una película, con el mismo título.
Se casó con el neozelandés Geoffrey Lisle Holdsworth en 1919, y a veces colaboró con él. Después de la Segunda Guerra Mundial se convirtió al catolicismo. Falleció en Wallingford, Oxfordshire, Inglaterra el 28 de septiembre de 1973

## Trabajos
Relación de diversas obras de Gladys Bronwyn Stern.

### Obras de teatro
- The Man Who Pays The Piper. A play in a prologue and three acts. (1931)
- The Matriarch. A play in a prologue and three acts. [1931]
- Gala Night at ‘The Willows.' A comedy in one act. [con Rupert Croft Cooke] (1950)
- Raffle for a Bedspread. A one-act play for women only. (1953)

### Novelas
- Pantomime (1914)
- See-Saw (1914)
- Two and Threes (1916)
- Grand Chain (1917)
- A Marrying Man (1918)
- Children of No Man's Land (1919)
- Larry Munro (1920)
- The Room (1922)
- The Back Seat (1923)
- Tents of Israel [US: The Matriarch] (1924)
- Thunderstorm (1925)
- A Deputy Was King (1926)
- The Dark Gentleman (1927)
- Debonair: The Story of Persephone (1928)
- Petruchia [US: Modesta] (1929)
- Mosaic (1930)
- The Shortest Night (1931)
- Little Red Horses (1932)
- Long-Lost Fathers (1932)
- The Rakonitz Chronicles (1932)
- The Augs, An Exaggeration [US: 'Summer's Play'] (1933)
- Shining and Free (1935)
- Oleander River (1937)
- The Ugly Dachshund (1938)
- The Woman in the Hall (1939)
- A Lion in the Garden (1940)
- Dogs in an Omnibus (1942)
- The Young Matriarch (1942)
- The Reasonable Shores (1946)
- No Son of Mine (1948)
- A Duck to Water (1949)
- Ten Days of Christmas (1950)
- The Donkey Shoe (1952)
- Johnny Forsaken (1954)
- For All We Know (1955)
- Seventy Times Seven(1957)
- Unless I Marry (1959)
- Credit Title (1961)
- Dolphin Cottage (1962)
- Promise Not to Tell (1964)

### Cuentos
- Smoke Rings (1923)
- Jack a'Manory (1927)
- Gemini (1929)
- The 1865 (1929)
- Empty Tables (1929)
- Sanctuary (1929)
- A Man and His Mother (1929)
- Lady Falconbridge (1929)
- English Earth (1929)
- Quiet Corner (1929)
- The Road (1929)
- Roulette (1929)
- Echo from Ithaca (1929)
- Toes Unmasked (1929)
- The Slower Judas (1929)
- The Sleeping Beauty (1934)
- Pelican Walking (1934)
- The Hazard of the Spanish Horses (1937)
- Long Story Short (1939)

### Biografía y crítica literaria
- The Happy Meddler [Con Geoffrey Holdsworth] (1926)
- The Slower Judas (1929)
- Talking of Jane Austen [Con Sheila Kaye-Smith] (1943)
- More Talk of Jane Austen [Con Sheila Kaye-Smith] (1949)
- R. L. S. An omnibus [Editado e introducción por G.B. Stern] (1950)
- Selected Poems of Robert Louis Stevenson [Editado e introducción por G.B. Stern] (1950)
- Tales and Essays of Robert Louis Stevenson [Editedo e introducción por G. B. Stern] (1950)
- Robert Louis Stevenson (1952)
- He Wrote Treasure Island. The Story of Robert Louis Stevenson (1954)
- The Patience of a Saint or, Example is Better Than Precept (1958)
- Bernadette [Ilustrado por Drake Brookshaw] (1960)

### Autobiografías
- Bouquet (1927)
- Monogram (1936)
- Another Part of the Forest (1941)
- Trumpet Voluntary (1944)
- Benefits Forgot (1949)
- A Name to Conjure With (1953)
- All in Good Time (1954)
- The Way It Worked Out: A Sequel to All in Good Time (1956)
- And Did He Stop and Speak to You? (1957)
- One Is Only Human (1960)